# Michael Wasley
Michael Wasley (* 23. Februar 1990) ist ein englischer Snookerspieler. Er lebt in Gloucester.

## Karriere

### Als Amateur
Um den Sprung zu den Profis auf die Main Tour zu schaffen, nahm Wasley zwischen 2006 und 2010 an den Turnieren der Pontin’s International Open Series teil. Zweimal gelang ihm dabei der Einzug ins Achtelfinale: 2006 scheiterte er an Matthew Selt und 2009 an Liam Highfield. In der PIOS-Saison 2009/10 erzielte er mit dem 36. Platz der Gesamtrangliste sein bestes Endergebnis.
In der Saison 2010/11 löste die Q School die PIOS-Serie als Qualifikationsturnierserie für Amateure ab: Während es Wasley 2011 nur einmal bis ins Viertelfinale seiner Gruppe schaffte, sicherte er sich schließlich 2012 mit einem 4:3-Finalsieg im dritten Turnier gegen Fraser Patrick ein 2-Jahres-Tourticket für die Saison 2012/13 und 2013/14.
Auch in den Turnieren der Spielzeiten 2010/11 und 2011/12 der Players Tour Championship versuchte sich Wasley bereits mit den Profispielern der Main Tour zu messen. Dabei erreichte er viermal die Runde der Letzten 32 und bezwang dabei u. a. Spieler wie Alfie Burden oder Dave Harold.
Einer seiner größten Erfolge im Juniorenbereich war der Finaleinzug bei der EBSA Junioren-Snookereuropameisterschaft 2009. Im Endspiel unterlag er dem Belgier Luca Brecel knapp mit 5:6.

### Als Profi
Gleich in seiner ersten Saison als Profi erreichte Wasley die Finalrunde eines vollwertigen Ranglistenturniers, nachdem er sich mit Siegen über Jack Lisowski und Peter Ebdon für die Runde der Letzten 32 des German Masters 2013 in Berlin qualifizierte. Dort scheiterte er jedoch in der ersten Runde mit 5:1 an Neil Robertson.
Bei der Snookerweltmeisterschaft 2014 war es Wasley, der für die größte Turnier-Überraschung sorgte, als er in der ersten Runde den Turnierfavoriten Ding Junhui mit 9:10 bezwang. Zuvor hatte Wasley sich in den Qualifikationsrunden bereits gegen Antony Parsons, Chen Zhe, Mark Joyce und Robert Milkins durchgesetzt.
Sein bestes Ergebnis bei einem Minor-Ranking-Turnier war das Erreichen des Achtelfinales beim PTC Event 4. Er bezwang dort Ryan Day, Liu Chuang und Kurt Maflin.
Bei den German Masters 2015 erreichte Wasley die Endrunde in Berlin, verlor aber sein erstes Spiel gegen Shaun Murphy mit 1:5. Beim folgenden Welsh Open kam er bis in die dritte Runde.
In der Saison 2015/16 gelang ihm lediglich in der Qualifikation zu den Australian Open und dem Shanghai Masters jeweils ein Sieg. Die Saison beendete er auf Platz 86 der Snookerweltrangliste, womit er seinen Platz auf der Main Tour verloren hat.